# Cecilia Grassi
Cecilia Grassi (* um 1740 in Neapel; † 2. Februar 1791 in London) war eine italienische Sängerin und die Ehefrau von Johann Christian Bach.

## Leben
Ihr frühester nachweisbarer Auftritt fand 1760 im Teatro di S Salvatore in Venedig statt. Sie sang in Venedig, Bologna, Turin und anderen Orten Oberitaliens, bis sie 1766 zum ersten Mal für eine Saison nach London ging und am King’s Theatre sang. Nach weiteren zwischenzeitlichen Auftritten in Italien kehrte Grassi 1769 nach London zurück, wo sie neben erfolgreichen Auftritten im King’s Theatre auch bei den Bach-Abel-Concerts mitwirkte.
Johann Christian Bach komponierte mehrere Werke für sie, z. B. die Kantaten Amor vincitore (1774) und Cefalo e Procri (1776). Etwa zu dieser Zeit hat sie ihn auch geheiratet. 1776 setzte sie sich zur Ruhe.
Bach, der zum Jahreswechsel 1781/82 starb, hinterließ ihr 4000 Pfund Schulden. Carl Friedrich Abel und andere Musiker veranstalteten zu ihren Gunsten ein Benefizkonzert am 27. Mai 1782. Eine Spende der Königin Charlotte über 100 Pfund ermöglichte ihr im Sommer 1782 die Rückkehr nach Italien.